# Культурный (Краснодарский край)
Культурный — упразднённый хутор в Северском районе Краснодарского края России. На момент упразднения входил в состав Новодмитриевского сельского округа. В 1997 хутор исключен из учётных данных.

## География
Располагалась к востоку от пруда на безымянной балке, в 0,6 км (по прямой) к юго-востоку от окраины хутора Шуваев.

## История
С 1911 года на месте хутора существовал хутор Сокольский, на котором в 1920-х годах был создан совхоз Пролетарский. В 1926 году хутор Сокольский состоял из 7 хозяйств. В административном отношении входил в состав Новодмитриевского сельсовета Северского района Кубанского округа Северо-Кавказского края. На некоторых картах конца 1920-х годов хутор уже обозначен под названием Культура.
Постановлением заксобрания Краснодарского края от 30 сентября 1997 года № 714-П хутор исключен из учётных данных.

## Население
По переписи 1926 г. на хуторе проживало 25 человек (11 мужчин и 14 женщин), основное население — русские.